# Босния и Герцеговина на Олимпийских играх
Босния и Герцеговина принимала участие в 8 летних и в 7 зимних Олимпийских играх. Спортсмены этой страны никогда не завоёвывали Олимпийских медалей. Как независимый участник, впервые приняла участие в летней Олимпиаде 1992 года, и с тех пор принимала участие во всех Играх. Почти через 2 года на зимних Олимпийских играх боснийские спортсмены дебютировали на зимней Олимпиаде 1994 года в Лиллехаммере и с тех пор не пропустили ни одной зимней Олимпиады. Ранее боснийские спортсмены представляли Югославию (1920—1992) и в тот период завоевали 15 олимпийских медалей (5 золотых, 6 серебряных и 4 бронзовых).
На территории нынешней Боснии и Герцеговины во времена Югославии проводились зимние Олимпийские игры 1984 года в Сараево (ныне столица независимой Боснии и Герцеговины).

## Таблица медалей
| Игры                | Спортсменов                                      | Золото                                           | Серебро                                          | Бронза                                           | Всего                                            | Место                                            |                                                  |
| ------------------- | ------------------------------------------------ | ------------------------------------------------ | ------------------------------------------------ | ------------------------------------------------ | ------------------------------------------------ | ------------------------------------------------ | ------------------------------------------------ |
| 1920—1988           | Спортсмены выступали в составе сборной Югославии | Спортсмены выступали в составе сборной Югославии | Спортсмены выступали в составе сборной Югославии | Спортсмены выступали в составе сборной Югославии | Спортсмены выступали в составе сборной Югославии | Спортсмены выступали в составе сборной Югославии | Спортсмены выступали в составе сборной Югославии |
| 1992 Барселона      | 10                                               | 0                                                | 0                                                | 0                                                | 0                                                | —                                                |                                                  |
| 1996 Атланта        | 9                                                | 0                                                | 0                                                | 0                                                | 0                                                | —                                                |                                                  |
| 2000 Сидней         | 9                                                | 0                                                | 0                                                | 0                                                | 0                                                | —                                                |                                                  |
| 2004 Афины          | 9                                                | 0                                                | 0                                                | 0                                                | 0                                                | —                                                |                                                  |
| 2008 Пекин          | 5                                                | 0                                                | 0                                                | 0                                                | 0                                                | —                                                |                                                  |
| 2012 Лондон         | 6                                                | 0                                                | 0                                                | 0                                                | 0                                                | —                                                |                                                  |
| 2016 Рио-де-Жанейро | 11                                               | 0                                                | 0                                                | 0                                                | 0                                                | —                                                |                                                  |
| 2020 Токио          | 7                                                | 0                                                | 0                                                | 0                                                | 0                                                | —                                                |                                                  |
| Итого               | Итого                                            | 0                                                | 0                                                | 0                                                | 0                                                |                                                  |                                                  |

| Игры                | Спортсменов                                      | Золото                                           | Серебро                                          | Бронза                                           | Всего                                            | Место                                            |                                                  |
| ------------------- | ------------------------------------------------ | ------------------------------------------------ | ------------------------------------------------ | ------------------------------------------------ | ------------------------------------------------ | ------------------------------------------------ | ------------------------------------------------ |
| 1924—1992           | Спортсмены выступали в составе сборной Югославии | Спортсмены выступали в составе сборной Югославии | Спортсмены выступали в составе сборной Югославии | Спортсмены выступали в составе сборной Югославии | Спортсмены выступали в составе сборной Югославии | Спортсмены выступали в составе сборной Югославии | Спортсмены выступали в составе сборной Югославии |
| 1994 Лиллехаммер    | 10                                               | 0                                                | 0                                                | 0                                                | 0                                                | –                                                |                                                  |
| 1998 Нагано         | 8                                                | 0                                                | 0                                                | 0                                                | 0                                                | –                                                |                                                  |
| 2002 Солт-Лейк-Сити | 2                                                | 0                                                | 0                                                | 0                                                | 0                                                | –                                                |                                                  |
| 2006 Турин          | 6                                                | 0                                                | 0                                                | 0                                                | 0                                                | –                                                |                                                  |
| 2010 Ванкувер       | 5                                                | 0                                                | 0                                                | 0                                                | 0                                                | –                                                |                                                  |
| 2014 Сочи           | 5                                                | 0                                                | 0                                                | 0                                                | 0                                                | –                                                |                                                  |
| 2018 Пхёнчхан       | 4                                                | 0                                                | 0                                                | 0                                                | 0                                                | –                                                |                                                  |
| 2022 Пекин          | 6                                                | 0                                                | 0                                                | 0                                                | 0                                                | –                                                |                                                  |
| Итого               | Итого                                            | 0                                                | 0                                                | 0                                                | 0                                                |                                                  |                                                  |